# Ebonyi

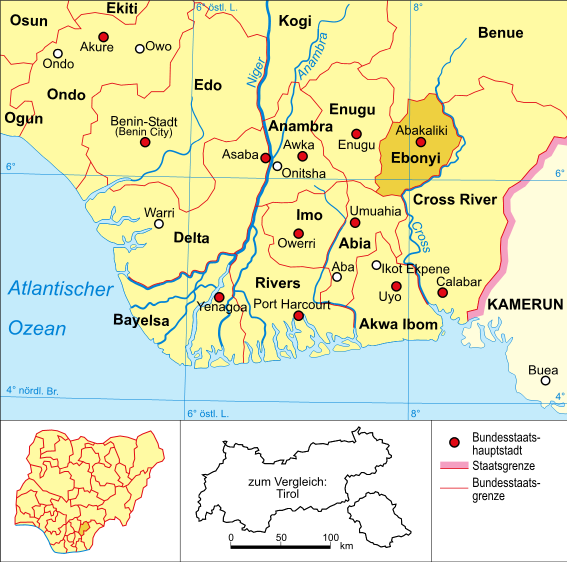
Lage von Ebonyi in Nigeria

Ebonyi ist ein Bundesstaat des westafrikanischen Landes Nigeria mit der Hauptstadt Abakaliki.

## Geografie
Der Bundesstaat liegt im Südosten des Landes und grenzt im Norden an den Bundesstaat Benue, im Süden an den Bundesstaat Abia, im Westen an den Bundesstaat Enugu und im Osten an den Bundesstaat Cross River.

## Geschichte
Der Bundesstaat wurde am 1. Oktober 1996 aus einem Teil der Bundesstaaten Abia und Enugu gebildet. Erster Administrator war zwischen dem 7. Oktober 1996 und August 1998 Walter Feghabo. Gegenwärtiger Gouverneur ist seit 2015 Dave Umahi.

### Liste der Gouverneure
- Walter Feghabo (Administrator 1996–1998)
- Simeon Oduoye (Administrator 1998–1999)
- Sam Egwu (Gouverneur 1999–2007)
- Martin Elechi (Gouverneur 2007–2015)
- Dave Umahi (Gouverneur 2015–)

## Verwaltung
Der Staat gliedert sich in 13 Local Government Areas. Diese sind: Abakaliki, Afikpo North, Afikpo South, Ebonyi, Ezza North, Ezza South, Ikwo, Ishielu, Ivo, Izzi, Ohaozara, Ohaukwu und Onicha.

## Wirtschaft
Der überwiegende Teil der erwerbstätigen Bevölkerung in Ebonyi ist in der Landwirtschaft beschäftigt. Es werden Kokosnüsse, Kakao, Mais, Erdnüsse, Reis, Yams, Bananen, Maniok, Melonen, Zuckerrohr, Bohnen, Obst und Gemüse angebaut. Bedeutend ist auch die Fischereiwirtschaft.
An Bodenschätzen befinden sich in Ebonyi unter anderem Kalkstein, Zink, Marmor und Salz.
Koordinaten: 6° 18′ N, 8° 6′ O